# Isonzo
El río Isonzo/Soča (en esloveno: Soča; en italiano: Isonzo; en friulano: Lusinç) es un río de 140 km de longitud que fluye a través de Eslovenia Occidental y luego desemboca en el Noreste de Italia. 
Es un característico río alpino, cuya fuente está ubicada a 1.100 metros de altitud. El río nace en los Alpes Julianos, al oeste del monte Triglav (2864 m), el pico más alto de Eslovenia. Después de atravesar dicho monte, su curso se dirige al sur recorriendo las localidades de Bovec, Kobarid, Tolmin, Nova Gorica (donde se encuentra el puente de Solkan) y Gorizia, para finalmente desembocar en el mar Adriático, cerca de la ciudad italiana de Monfalcone. Así, el Soča recorre 99 km en Eslovenia y 41 km en Italia.
El valle del Soča (o valle del Isonzo) fue el escenario de una de las mayores operaciones bélicas de la Primera Guerra Mundial, entre mayo de 1915 y noviembre de 1917. En ese período se sucedieron las Doce Batallas del Isonzo en el Frente Italiano, en la que más de 300.000 soldados italianos y austro-húngaros perdieron la vida.
Se suelen realizar carreras en kayak río abajo.